# Kalle Sahlstedt
Kalle Sahlstedt, född 25 augusti 1973 , är en finländsk ishockeyspelare som spelade i HV71 under säsongerna mellan 2001 och 2005. Återfinns numera i finska Kärpät. Sahlstedt spelade i nummer 41 och blev väldigt uppskattad bland lagets supportrar under sina fyra år i HV71. Supporterklubben målade en flagga åt Sahlstedt med Stål-Kalle som motiv och hans nummer 41 på, som även signerades av Kalle. 
Han har blivit finsk mästare tre gånger med TPS Åbo och var en stark bidragande orsak till att HV71 lyckades ta guldet 2004. Det året vann han den interna poängligan i klubben i grundserien och kom tvåa i densamma i slutspelet. Han avslutade året med att göra de sista två målen i den direkt avgörande finalmatchen. 
Sahlstedt vann även två guld med Kärpet 2006 och 2007
Kalle lever mycket på sin snabbhet och pucksäkerhet. En spelare som det fungerade särskilt bra med under åren i HV71 var Per-Åge Skröder.

## Hockeykarriär
- 1991/1992 Lukko
- 1992/1993 Lukko
- 1993/1994 Lukko
- 1994/1995 Lukko
- 1995/1996 Lukko
- 1996/1997 Lukko
- 1997/1998 TPS
- 1998/1999 TPS
- 1999/2000 TPS
- 2000/2001 TPS
- 2001/2002 HV 71, Elitserien i ishockey
- 2002/2003 HV 71, Elitserien i ishockey
- 2003/2004 HV 71, Elitserien i ishockey
- 2004/2005 HV 71, Elitserien i ishockey
- 2005/2006 Kärpät
- 2006/2007 Kärpät
- 2007-2008 Kärpät
- 2008-2009 KalPa Kuopio
- 2008-2009 KalPa Kuopio